# Сельское поселение Липовка (Хворостянский район)
Сельское поселение Липовка — муниципальное образование в Хворостянском районе Самарской области.
Административный центр — село Липовка.

## Административное устройство
В состав сельского поселения Липовка входят:
- село Кордон,
- село Липовка,
- село Новая Гремячка.